# Idaea umbrimargo
Idaea umbrimargo är en fjärilsart som beskrevs av Dyar 1914. Idaea umbrimargo ingår i släktet Idaea och familjen mätare. Inga underarter finns listade i Catalogue of Life.